# 叉帶黃毒蛾
叉帶黃毒蛾（学名：Euproctis angulata）为毒蛾科黃毒蛾屬下的一个种。